# Historia kultu religijnego w Bydgoszczy
Historia kultu religijnego w Bydgoszczy w przeważającej części dotyczy Kościoła katolickiego. Kościół ten we wszystkich okresach dziejów Bydgoszczy odgrywał znaczącą rolę. Pewien wpływ na obraz religijny miasta miała również reformacja w XVI i XVII wieku oraz kolonizacja niemiecka w wieku XIX, która doprowadziła do wzrostu znaczenia kościoła ewangelicko-unijnego.

## Wyszogrodzka parafia pw. św. Marii Magdaleny
Najstarszym obiektem kultu chrześcijańskiego na terenie administracyjnym obecnego miasta Bydgoszczy jest obecnie nieistniejący kościół pw. św. Marii Magdaleny. Nie był on położony bezpośrednio przy grodzie bydgoskim, lecz przy warowni zwanej Wyszogród, położonej na urwistym brzegu Wisły. Był to jeden z najstarszych w regionie kościołów parafialnych, istniejący dowodnie w 1198 r., a datowany przez historyków co najmniej na połowę XII wieku. Być może świątynia istniała jeszcze wcześniej, gdyż istnieje głęboko zakorzenione w historii podanie o konsekracji przez biskupa św. Wojciecha kaplicy grodowej pw. Marii Magdaleny w Wyszogrodzie w 997 r., podczas jego podróży misyjnej do Prus.
Kościół wyszogrodzki stracił znaczenie w XV wieku, ale istniał jeszcze do końca XVIII wieku.

## Najstarszy kościół bydgoski św. Idziego
Najstarszym znanym dziś ośrodkiem kultu religijnego, służącym bezpośrednio mieszkańcom grodu bydgoskiego jest kościół pw. św. Idziego (rozebrany w 1879 r.) Został on wybudowany prawdopodobnie w I połowie XIII wieku, jeszcze w przedlokacyjnym okresie historii miasta. Stał on w pobliżu traktu komunikacyjnego wiodącego do przeprawy przez Brdę. Nowsze opracowania historyków wskazują, że był on prawdopodobnie świątynią filialną parafii św. Marii Magdaleny w Wyszogrodzie.

## Bydgoski kościół parafialny
Nowy etap w historii kultu religijnego w Bydgoszczy przyniosła lokacja miasta przez Kazimierza Wielkiego w 1346 r. Biskup włocławski erygował wtedy parafię bydgoską, zaś w budującym się zamku znalazła się kaplica służąca garnizonowi i dostojnikom. Na miejscu tej świątyni, spalonej w 1425 r. w pożarze miasta, wzniesiono wyróżniający się gotycką architekturą kościół pw. św. Marcina i Mikołaja. Budowę fary zakończono w 1466 r, lecz prace wykończeniowe i wyposażanie wnętrz trwało do 1502 r. W 2004 r. kościół ten stał się katedrą diecezji bydgoskiej.
Od 1466 r. w kościele znajduje się gotycki obraz maryjny, obecnie zwany Matką Bożą Pięknej Miłości, który stał się szczególnym obiektem kultu.

## Bydgoskie zakony
Od czasów średniowiecza duży wpływ na poziom religijny miasta miały zakony. Pierwszy z nich został sprowadzony w końcu XIV wieku. Do końca okresu średniowiecznego znalazły się w Bydgoszczy dwa zakony, natomiast w XVII i XVIII wieku istniały cztery.
Zakony w Bydgoszczy istniejące w okresie staropolskim:
| Nr | Konwent              | Data sprowadzenia | Data kasaty | Świątynia                                                                    | Lata budowy     | Uwagi                                                                             |
| 1. | Klasztor Karmelitów  | 1398              | 1816        | Kościół Mariacki Karmelitów w Bydgoszczy                                     | 1397, ok. 1550  | Fundacja należała do najstarszych w Polsce, obok Gdańska (1380) i Krakowa (1395). |
| 2. | Klasztor Bernardynów | 1480              | 1829        | Kościół pobernardyński Najświętszej Maryi Panny Królowej Pokoju w Bydgoszczy | 1485, 1552-1557 | Trzeci konwent co do starszeństwa w Polsce po Krakowie (1453) i Warszawie.        |
| 3. | Klasztor Klarysek    | 1615              | 1835        | Kościół Klarysek Wniebowzięcia Najświętszej Maryi Panny w Bydgoszczy         | 1615-1645       |                                                                                   |
| 4. | Kolegium Jezuitów    | 1617              | 1780        | Kościół pojezuicki pw. św. Ignacego Loyoli w Bydgoszczy                      | 1638-1649       |                                                                                   |

## Kościoły staropolskie
Okres staropolski był bogaty jeśli chodzi o fundacje kościołów. Do 1772 r. istniało na terenie miasta lokacyjnego oraz przedmieść, dziesięć świątyń. Spośród nich można wymienić cztery kościoły zakonne, oraz trzy przedmiejskie służące również pensjonariuszom przytułków dla chorych i ubogich. Ciekawym obiektem sakralnym był również domek loretański, wzniesiony w 1685 r. jako kaplica przy kościele bernardynów.
Kościoły Bydgoszczy i Fordonu istniejące w okresie staropolskim:
| Nr  | Świątynia                                               | Lata budowy           | Data zniszczenia | Położenie                                                   | Uwagi                                |
| 1.  | Kościół św. Marii Magdaleny                             | ok. 1150, 1349, 1591  | 1765             | Wyszogród                                                   | kościół parafialny, później filialny |
| 2.  | Kościół św. Idziego                                     | ok. 1250, 1537        | 1879             | Przedmieście Kujawskie                                      | kościół grodowy, później filialny    |
| 3.  | Kościół farny św. Marcina i Mikołaja                    | 1346-1364, 1425-1466  |                  | miasto lokacyjne                                            | kościół parafialny                   |
| 4.  | Kościół karmelitów Najświętszej Marii Panny             | 1398, 1550            | 1822             | Przedmieście Gdańskie (w XVII–XVIII wieku w obrębie miasta) | kościół zakonny                      |
| 5.  | Kościół św. Mikołaja                                    | 1430, 1598, 1926-1929 |                  | Fordon                                                      | kościół parafialny                   |
| 6.  | Kościół Św. Ducha                                       | 1448, 1582-1602       | 1645             | Przedmieście Gdańskie                                       | kościół szpitalny                    |
| 7.  | Kościół bernardynów św. Hieronima i św. Franciszka      | 1485, 1552-1557       |                  | Przedmieście Kujawskie                                      | kościół zakonny                      |
| 8.  | Kościół Św. Trójcy                                      | 1550                  | 1829             | Przedmieście Poznańskie                                     | kościół filialny                     |
| 9.  | Kościół Św. Krzyża                                      | 1550                  | 1834             | Przedmieście Poznańskie                                     | kościół szpitalny                    |
| 10. | Kościół św. Stanisława                                  | 1583                  | 1817             | Przedmieście Kujawskie                                      | kościół szpitalny                    |
| 11. | Kościół klarysek św. Wojciecha, św. Klary i św. Barbary | 1615-1645             |                  | Przedmieście Gdańskie (w XVII–XVIII wieku w obrębie miasta) | kościół zakonny                      |
| 12. | Kościół jezuitów św. Krzyża                             | 1638-1649             | 1940             | miasto lokacyjne                                            | kościół zakonny                      |

## Bydgoszcz w hierarchii administracyjnej kościoła

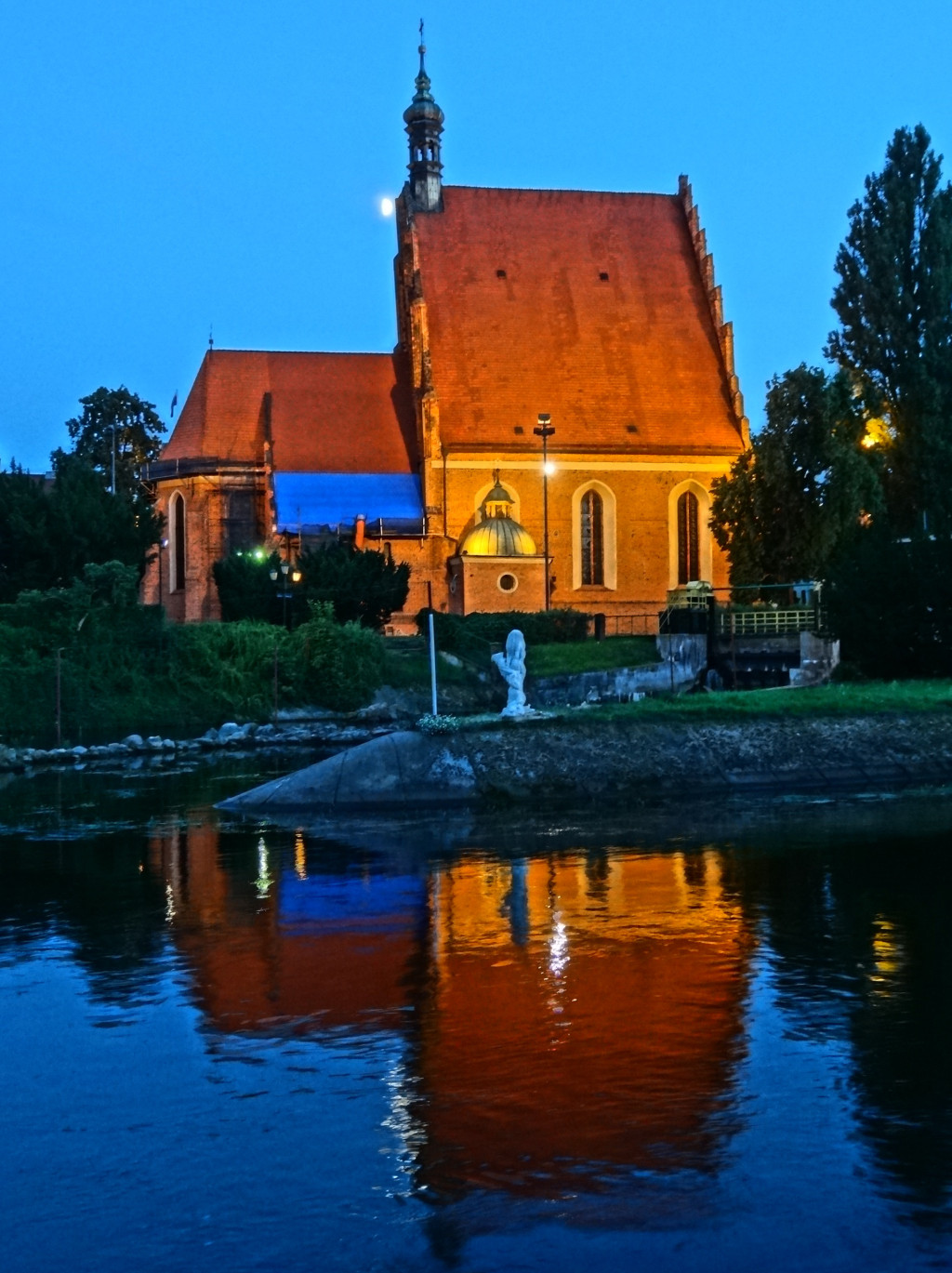
Bydgoski kościół farny (1466 r.)

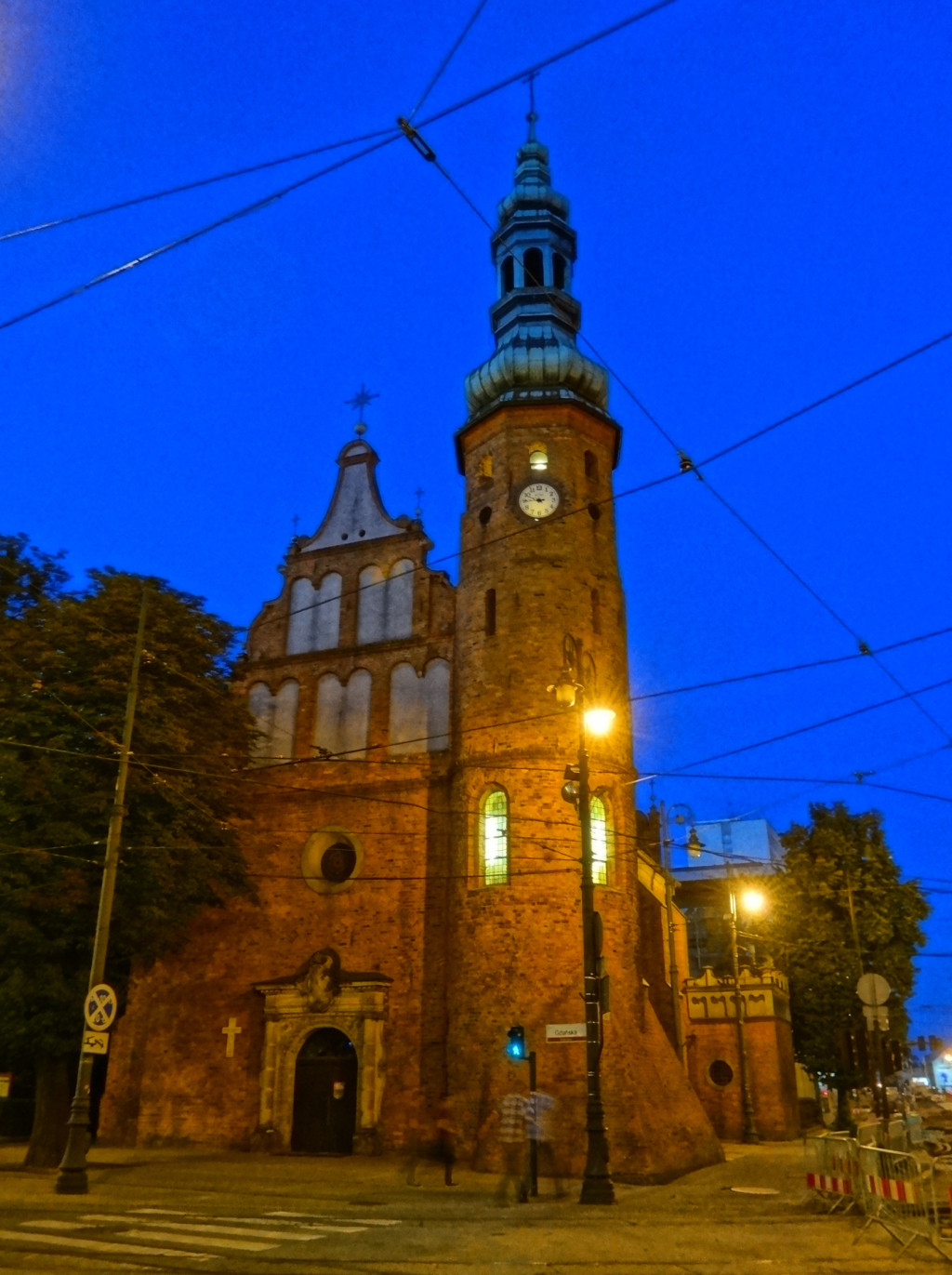
Kościół Klarysek (1615 r.)

Bydgoszcz wchodziła w skład biskupstwa ze stolicą początkowo w Kruszwicy, później we Włocławku. W okresie ok. 100 lat po lokacji miasta istniała jedynie parafia bydgoska obejmująca miejscowości: Bydgoszcz, zamek, Miedzyń, Czyżkówko, Jachcice, Koska (Kapuściska), Bartodzieje, Brzoza, Kruszyn i Łochowo. Ok. 1430 r. został wydzielony dekanat bydgoski obejmujący kościoły parafialne w: Bydgoszczy, Fordonie, Koronowie, Byszewie, Dobrczu, Włókach, Żołędowie, Osielsku, Wtelnie, Dąbrówce Kościelnej, Strzelewie, Wudzynie i Solcu Kujawskim. Jednostka ta należała do archidiakonatu włocławskiego (od 1577 r. kruszwickiego). Kolejny awans w hierarchii kościelnej dotyczył Bydgoszczy w 1530 r. Powołano wtedy oficjalat foralny obejmujący terytoria dwóch dekanatów: bydgoskiego i świeckiego. Taki stan istniał do 1765 r., kiedy parafia bydgoska została przeniesiona do archidiecezji gnieźnieńskiej. W związku z tym zlikwidowany został dekanat oraz oficjalat foralny. Na przeniesieniu Bydgoszczy do sąsiedniej diecezji zyskał Fordon, który ustanowiono siedzibą dekanatu. Obejmował on cześć terytorium dawnego dekanatu bydgoskiego, który pozostał w macierzystej diecezji włocławskiej.

## Reformacja w Bydgoszczy
W połowie XVI wieku rozpoczęła się w Polsce epoka innowierstwa. W Bydgoszczy i okolicy wpływy reformacji były nieco mniejsze, niż w macierzystym regionie kujawskim ze względu na mniejsze zaludnienie przez szlachtę zagrodową.
Pierwszym odłamem reformacji, jaki znalazł zwolenników w Bydgoszczy byli Bracia czescy. Później pewną popularność zdobył kalwinizm. Natomiast luteranizm nie zdobył popularności w Bydgoszczy, ani na Kujawach ze względu na swoje niemieckie korzenie i popieranie władzy monarszej, co stało w niezgodzie z indywidualizmem szlachty.
Rozwój reformacji w Bydgoszczy nie trwał zbyt długo. Do 1575 r. powstały na przedmieściach dwa zbory: czesko-braterski w podmiejskim Miedzyniu Wielkim i kalwiński.
W Bydgoszczy dość duże znaczenie posiadali przede wszystkim kalwini, rekrutujący się głównie wśród sfer wyższych. Sprzyjała temu neutralna postawa biskupów włocławskich, którzy widzieli potrzebę reformy kościoła i nie upierali się przy zbyt sztywnych ramach doktrynalnych.
Kontrreformacja na Kujawach zyskała znaczenie od ok. 1575 r. Jako że Bydgoszcz była miastem królewskim, nakazy „strzeżenia miasta przed heretykami” kierowali kolejni monarchowie – zwolennicy katolicyzmu: Stefan Batory, a po nim Zygmunt III Waza.
Do 1582 r. zamknięto zbór kalwiński, a w 1625 r. został zamknięty na żądanie jezuitów zbór czesko-braterski na Miedzyniu Wielkim. Od 1627 r. obowiązywał zakaz sprowadzania innowierców do miasta, który wydał król Zygmunt III Waza. Odtąd wyznawcy protestantyzmu w Bydgoszczy stanowili margines życia religijnego, a ci którzy przetrwali – kult odprawiali w zborze w Łobżenicy, bądź prywatnie w domach. W okresie potopu szwedzkiego protestanccy mieszkańcy pomogli we wkroczeniu wojsk szwedzkich do miasta, co dodatkowo zraziło do nich katolików.
Począwszy od II połowy XVII wieku, oraz przez cały XVIII wiek postępowała kolonizacja okolic Bydgoszczy przez ludność niemiecką wyznania luterańskiego oraz Holendrów – mennonitów. Założono wtedy ok. 40 wsi na prawie „olęderskim” w otoczeniu miasta, które zasiedlone były mieszaną wyznaniowo ludnością. Jednakże ludność w murach miasta Bydgoszczy aż do końca okresu staropolskiego zachowała niemal jednorodny katolicki charakter wyznaniowy.

## Zmiana oblicza wyznaniowego w latach zaboru 1772-1920
Od 1772 r. Bydgoszcz została zaanektowana przez państwo pruskie w ramach I rozbioru Polski. Od początku prowadzona była ożywiona niemiecka akcja kolonizacyjna, która doprowadziła do generalnej zmiany struktury wyznaniowej mieszkańców. O ile w 1772 r. zamieszkiwały Bydgoszcz tylko 2 rodziny wyznania ewangelickiego, to w 1815 r. katolicy stanowili ok. 40% ludności, tj. ok. 1,7 tys. osób, a w okresie 1850-1920 ok. 25%. Dopiero pod koniec XIX wieku dzięki osiedlającej się na przedmieściach miasta (Wilczak, Szwederowo) ludności polskiej katolicy zwiększyli swą liczebność.
Przez cały okres władzy pruskiej w Bydgoszczy urzędowo popierany był kościół luterański, szczególnie po 1817 r., kiedy powstał państwowy kościół ewangelicko-unijny. Kościół katolicki skupiony był w jednej parafii farnej, do której oprócz miasta należało 58 miejscowości. Dla opanowania tak dużego rejonu, w parafii posługiwało od 1827 r. zwykle trzech wikariuszy.
Pierwsza połowa XIX wieku to okres kasaty zakonów oraz burzenia świątyń katolickich w mieście. W 1853 r. nastąpił natomiast awans administracyjny w hierarchii kościelnej, gdyż odtworzono bydgoski dekanat.
Staropolskie świątynie katolickie rozebrane w okresie zaboru w Bydgoszczy.

| Nr | Nazwa                       | Lata istnienia   | Położenie                                             |
| 1. | Kościół św. Idziego         | Ok. 1238-1879    | Przedmieście Kujawskie                                |
| 2. | Kościół Mariacki Karmelitów | 1398 (1550)-1822 | Przedmieście Gdańskie, przy Bramie Gdańskiej          |
| 3. | Kościół Świętej Trójcy      | 1550-1829        | Przedmieście Poznańskie                               |
| 4. | Kościół św. Krzyża          | 1550–1834        | Przedmieście Poznańskie, (za Bramą Poznańską)         |
| 5. | Kościół św. Stanisława      | 1583-1817        | Przedmieście Kujawskie, (za Bramą Kujawską)           |
| 6. | Domek loretański            | 1682-1838        | Przedmieście Kujawskie, (przed kościołem bernardynów) |

Dwa kościoły zakonne władze przeznaczyły na cele świeckie, z czego kościół pobernardyński w 1838 r. przekształcono w świątynię garnizonową, zaś kościół pojezuicki przyznano katolikom niemieckim.
Począwszy od połowy XIX wieku nasiliły się działania germanizacyjne, które związane były z kulturkampfem, działalnością Hakaty oraz Komisji Kolonizacyjnej. W tym czasie ostoją polskości był w Bydgoszczy kościół rzymskokatolicki skupiony wokół jedynej parafii farnej i jedynego kościoła, w którym dopuszczone było głoszenie kazań w języku polskim. Mimo że od 1874 r. władze pruskie wprowadziły m.in. obowiązek składania przez duchowieństwo przysięgi na wierność państwu niemieckiemu, w kościele bydgoskim pracowało wielu oddanych sprawie narodowej kapłanów.
W okresie zaboru pruskiego gwałtowny rozwój zanotował kościół ewangelicki. Pierwsza miejska świątynia farna tego wyznania powstała w 1787 r. do obsługi coraz liczniej przybywających Niemców i żołnierzy pruskich stacjonujących w koszarach. Kolejny duży kościół powstał dopiero w 1876 r., ale później tempo budowy świątyń znacznie się zwiększyło. W latach 1879–1914 r. na terenie obecnego obszaru miasta Bydgoszczy zbudowano dziewięć świątyń ewangelicko-unijnych, nie licząc kilkunastu w okolicy miasta.
Kościoły ewangelickie powstałe w okresie zaboru na terenie obecnego miasta Bydgoszczy:
| Nr  | Świątynia                                   | Lata budowy | Data zniszczenia | Położenie                     | Uwagi                                             |
| 1.  | Staromiejski ewangelicki kościół farny      | 1784-1787   | 1903             | miasto lokacyjne              | kościół luterański, od 1816 r. ewangelicko-unijny |
| 2.  | Kościół staroluterański                     | 1846        | 1969             | Przedmieście Poznańskie       | zbór staroluteran                                 |
| 3.  | Kościół irwingianów                         | 1864        |                  | ul. Śniadeckich (Śródmieście) | dom modlitwy dla Zjednoczenia Apostolskiego       |
| 4.  | Kościół św. Pawła                           | 1872-1878   |                  | ul. Gdańska (Śródmieście)     | kościół ewangelicko-unijny                        |
| 5.  | Kościół św. Jana                            | 1878-1879   |                  | Fordon                        | kościół ewangelicko-unijny                        |
| 6.  | Kościół Baptystów                           | 1883        |                  | Ul. Pomorska (Śródmieście)    | zbór baptystów                                    |
| 7.  | Kościół Zbawiciela                          | 1896-1897   |                  | Ul. Warszawska (Śródmieście)  | kościół ewangelicko-unijny                        |
| 8.  | Fara ewangelicka św. Krzyża                 | 1901-1903   |                  | Plac Kościeleckich            | kościół ewangelicko-unijny                        |
| 9.  | Kościół ewangelicki na Wilczaku             | 1904-1906   |                  | Wilczak                       | kościół ewangelicko-unijny                        |
| 10. | Kościół Marcina Lutra na Szwederowie        | 1904-1906   | 1939             | Szwederowo                    | kościół ewangelicko-unijny                        |
| 11. | Kościół ewangelicki na Małych Bartodziejach | 1904-1906   |                  | Małe Bartodzieje              | kościół ewangelicko-unijny                        |
| 12. | Kościół ewangelicki w Łęgnowie              | 1910-1911   |                  | Łęgnowo                       | kościół ewangelicko-unijny                        |
| 13. | Kościół ewangelicki na Czyżkówku            | 1910-1911   | 1939             | Czyżkówko                     | kościół ewangelicko-unijny                        |
| 14. | Kościół ewangelicki na Okolu                | 1912-1913   |                  | Okole                         | kościół ewangelicko-unijny                        |

Zbudowano również szereg kościołów ewangelickich w okolicach Bydgoszczy:
| Nr  | Miejscowość        | Lata budowy            | Strona internetowa | Uwagi                          |
| 1.  | Nowa Wieś Wielka   | 1867                   |                    | w 1945 r. przekazany katolikom |
| 2.  | Dąbrowa Wielka     | 1876                   |                    | w 1945 r. przekazany katolikom |
| 3.  | Sicienko           | 1884, wieża w 1893     | Strona             | w 1945 r. przekazany katolikom |
| 4.  | Rynarzewo          | 1899-1902              |                    | w 1945 r. przekazany katolikom |
| 5.  | Dąbrowa Chełmińska | przełom XIX i XX wieku |                    | w 1945 r. przekazany katolikom |
| 6.  | Solec Kujawski     | początek XX w.         | Strona             | w 1945 r. przekazany katolikom |
| 7.  | Dobrcz             | początek XX w.         | Odnośnik           | w 1945 r. przekazany katolikom |
| 8.  | Osielsko           | 1902                   | Strona             | w 1945 r. przekazany katolikom |
| 9.  | Kruszyn            | 1908-1909              | Strona             | w 1945 r. przekazany katolikom |
| 10. | Ciele              | 1905-1910              | Strona             | w 1945 r. przekazany katolikom |
| 11. | Łochowo            | 1905-1910              | Strona             | w 1945 r. przekazany katolikom |
| 12. | Przyłęki           | 1915                   |                    | w 1945 r. przekazany katolikom |

Z początkiem XX wieku władze pruskie pod presją gnieźnieńskiej Kurii Arcybiskupiej zezwoliły na budowę kościołów katolickich, gdyż jedna parafia farna nie była w stanie obsłużyć tak wielkiej liczby wiernych. Na krótko przed wybuchem I wojny światowej wybudowano dwie neobarokowe świątynie:
- Kościół Najświętszego Serca Pana Jezusa dla katolików niemieckich przy pl. Piastowskim[13],
- Kościół Trójcy Świętej dla katolików polskich przy ul. św. Trójcy[14].

Na początku XX wieku w Bydgoszczy utworzyła się grupa Badaczy Pisma Świętego, początkowo niemieckojęzyczna, a w kolejnych latach polskojęzyczna.

## Wyznanie mojżeszowe

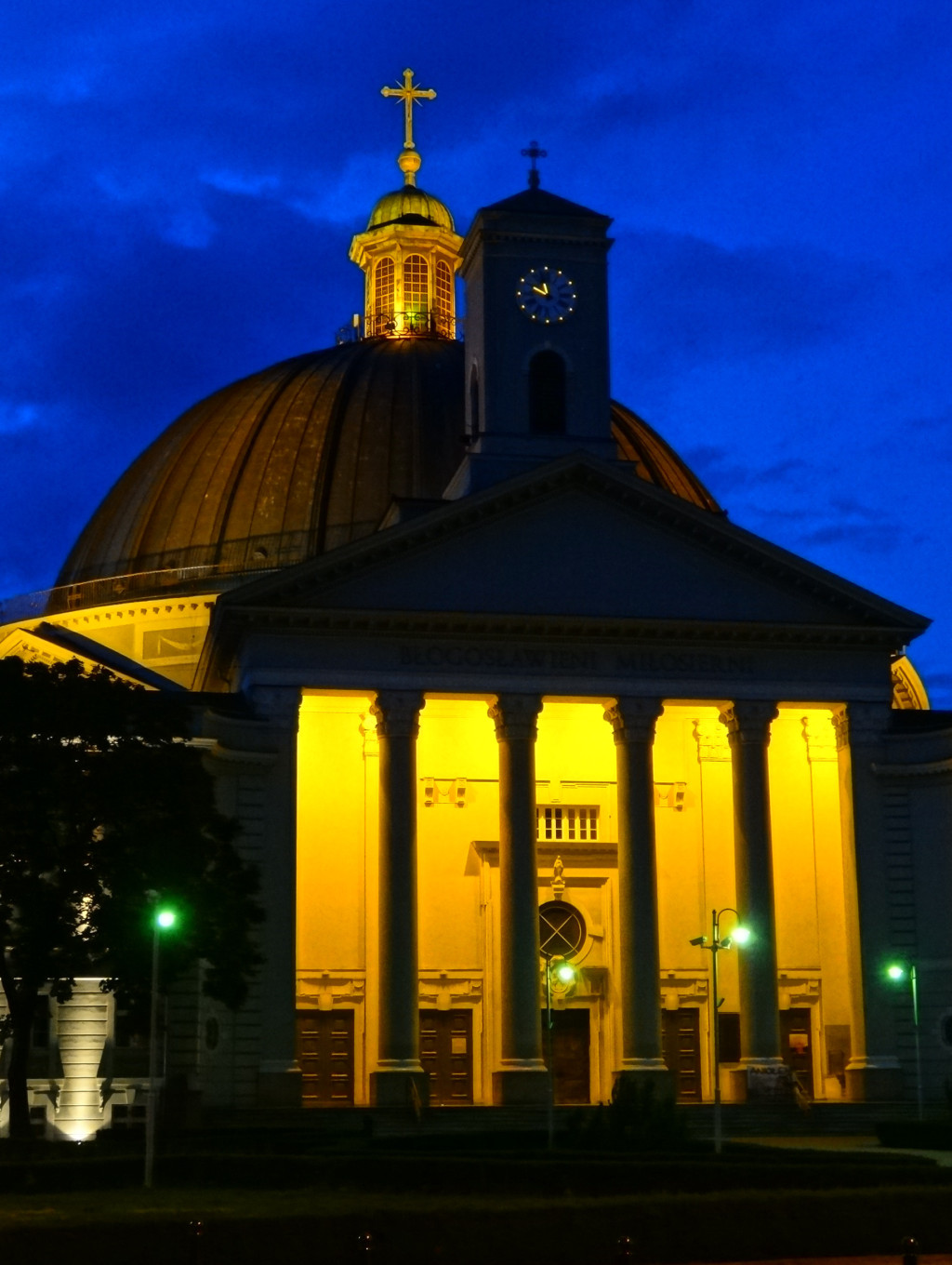
Bazylika św. Wincentego a Paulo

Kult religijny w dawnej Bydgoszczy dotyczył również wyznania mojżeszowego. Jego wyznawcy – Żydzi zamieszkiwali na terenie miasta od XIV wieku. Jednak konflikty z miejscową ludnością doprowadziły do wysiedlenia ich z miasta po 1555 r. na mocy dekretu królewskiego Zygmunta Augusta. W XVII i XVIII wieku zamieszkiwali oni sąsiedni Fordon, gdzie zbudowali dużą synagogę. W Bydgoszczy Żydzi pojawili się w większej liczbie ponownie po 1772 r. W 1815 r. powstał pierwszy dom modlitwy, a w 1834 r. synagoga z 400 miejscami. Najwięcej Żydów w Bydgoszczy stwierdzono w 1871 r., kiedy stanowili oni 8% ogółu mieszkańców (blisko 2 tys. osób). Wtedy właśnie radny miejski pochodzenia żydowskiego Lewin Louis Aronsohn ufundował nową, okazałą synagogę największą w prowincji. Istniała ona do 1940 r., kiedy została zburzona przez hitlerowców, a Żydzi wywiezieni do Generalnego Gubernatorstwa, gdzie zostali wymordowani. Przetrwała jedynie synagoga w Fordonie, która jest remontowana i przeznaczona na cele kulturalne.

## Dwudziestolecie międzywojenne
Po odzyskaniu niepodległości Bydgoszcz ośmiokrotnie zwiększyła swoje terytorium i posiadała blisko 80 tys. mieszkańców, a mimo tego posiadała tylko jedną parafię katolicką. Starały się temu zaradzić władze duchowne erygując nowe parafie oraz mieszkańcy wznosząc społecznie nowe kościoły.
Już w 1920 r. wyodrębniono cztery okręgi duszpasterskie oraz dwa dekanaty: bydgoski miejski i podmiejski. 10 kwietnia 1924 r. kard. Edmund Dalbor z dotychczasowej parafii farnej erygował pięć nowych parafii:
- Świętej Trójcy,
- Najświętszego Serca Jezusa,
- Matki Boskiej Nieustającej Pomocy,
- św. Wincentego à Paulo,
- Wniebowzięcia Najświętszej Marii Panny w Brzozie-Przyłękach

W 1933 r. erygowano również parafię św. Antoniego z Padwy, która objęła zachodnie dzielnice miasta.
Do celów kultu religijnego przywrócono kościół Klarysek. Rozpoczęto również budowę nowych świątyń, z których największą była pw. św. Wincentego a' Paulo budowana w formie panteonu rzymskiego jako wotum wdzięczności Polaków za odzyskanie niepodległości.
Ostatecznie do 1939 r. zdołano zbudować pięć dużych kościołów i kaplic.
Kościoły katolickie wybudowane w latach 1920-1939 na terenie Bydgoszczy:
| Nr | Kościół                                     | Lata budowy | Położenie   |
| 1. | Kościół św. Stanisława Biskupa i Męczennika | 1923–1925   | Siernieczek |
| 2. | Bazylika św. Wincentego a' Paulo            | 1925-1939   | Bielawki    |
| 3. | Kościół Matki Boskiej Nieustającej Pomocy   | 1926-1928   | Szwederowo  |
| 4. | Kościół Misjonarzy Ducha Świętego           | 1932        | Glinki      |
| 5. | Kościół św. Antoniego z Padwy               | 1936–1939   | Czyżkówko   |

Do miasta przybyło kilka zgromadzeń zakonnych, które pomagały w ewangelizacji mieszkańców.
Zakony w Bydgoszczy w latach 1920-1939:
| Nr | Zakon                                          | Data przybycia | Uwagi |
| 1. | Zgromadzenie Misjonarzy Ducha Świętego         | 1921           | wybudowali własny kościół, seminarium duchowne, w Bydgoszczy znajdowała się siedziba polskiej prowincji zakonu |
| 2. | Zgromadzenie Misjonarzy św. Wincentego a Paulo | 1923           | wybudowali własny kościół                                                                                      |
| 3. | Szarytki                                       | 1923           | od 1923 r. przy parafii św. Wincentego à Paulo, od 1930 r. w Fordonie przy parafii św. Mikołaja                |
| 4. | Elżbietanki                                    | 1923           | od 1930 r. przy parafii Matki Boskiej Nieustającej Pomocy na Szwederowie                                       |
| 5. | Klaryski od wieczystej Adoracji                | 1925           | ustanowiły własną kaplicę i klasztor przy ul. Gdańskiej                                                        |

W 1939 r. 91% mieszkańców miasta wyznawało katolicyzm. Tylko 8,5% deklarowało wyznanie ewangelickie, a 0,1% mojżeszowe. Mimo tak dużej proporcji – w mieście nadal brakowało świątyń katolickich. W przededniu II wojny światowej w 140-tysięcznej Bydgoszczy było 6 kościołów parafialnych, 2 kościoły sukursalne, jeden kościół garnizonowy, 2 kaplice publiczne i 12 kaplic półpublicznych. Opiekę duszpasterską sprawowało w nich 52 kapłanów świeckich i zakonnych.
Obraz dopełniało 8 świątyń ewangelicko-unijnych (siedem parafii i superintendentura podległa konsystorzowi w Poznaniu), kaplica baptystów, dom modlitwy zboru adwentystów dnia siódmego, zbór metodystów, parafia ewangelicko-augsburska oraz staroluteranie, zielonoświątkowcy i irwingianie.
W okresie międzywojennym Bydgoszcz stanowiła największą w Polsce placówkę kościoła ewangelicko-unijnego i obok Poznania najbardziej dynamiczny ośrodek działalności niemieckich ewangelików. Bydgoska społeczność protestancka licząca ok. 10 tys. osób była w 92% narodowości niemieckiej. W 1921 r. polscy ewangelicy wyznania luterańskiego utworzyli własną parafię w Bydgoszczy, która w odróżnieniu od parafii ewangelicko-unijnych cechowała się lojalnością wobec państwa polskiego.
W Bydgoszczy istniała także parafia kościoła polskokatolickiego, parafia prawosławna, oraz gmina wyznania mojżeszowego użytkująca monumentalną synagogę.
W Bydgoszczy działał też zbór Świadków Jehowy. Organizowano większe zgromadzenia.

## Okres II wojny światowej
Aktywne życie religijne przerwał najazd Niemiec na Polskę we wrześniu 1939 r. Okupant poddał eksterminacji mniejszość żydowską, tysiące polskich mieszkańców i całe instytucje. Spośród 52 duchownych katolickich śmierć poniosło 17 (34%). Wśród ofiar znalazły się osoby duchowne związane z Bydgoszczą, które papież Jan Paweł II w 1999 r. uznał za błogosławionych kościoła katolickiego: ks. Antoni Świadek, ks. Narcyz Putz, ks. Franciszek Dachtera, ks. Bronisław Kostkowski, bp. Michał Kozal. Tragiczne losy dotknęły również polskich duchownych ewangelickich związanych z Bydgoszczą.
9 i 10 września 1939 r. na Starym Rynku pod murami kościoła pojezuickiego hitlerowcy rozstrzelali ok. 40 polskich zakładników, w tym kilku księży. Odciśnięty na murze ślad krwawej ręki umierającego księdza, którego Niemcy nie potrafili zetrzeć stał się przyczyną legendy, która podtrzymywała na duchu Polaków. W odwecie Niemcy rozebrali całą zachodnią pierzeję Starego Rynku wraz z kościołem pojezuickim oraz dokonali wyburzenia synagogi żydowskiej oraz budynków na ul. Mostowej.
Ostatecznie II wojny światowej nie przetrwały w Bydgoszczy dwa kościoły ewangelickie, jeden katolicki oraz synagoga żydowska. Podczas walk w 1945 r. uszkodzeniu uległy kolejne kościoły: fara, bazylika, kościół św. Pawła, kościół św. Antoniego. Wszystkie z nich udało się uratować, chociaż kościół św. Piotra i Pawła uniknął rozbiórki w 1946 r. jedynie dzięki zdecydowanej postawie władz kościelnych i społeczeństwa Bydgoszczy.

## Okres PRL 1945-1989
Po II wojnie światowej, w nowej rzeczywistości społeczno-politycznej kościół mógł w ograniczonym zakresie spełniać swoją funkcję ewangelizacyjną, ponieważ władze komunistyczne prowadziły mniej lub bardziej otwartą walkę z Kościołem. Duchownych inwigilowano, nie zatwierdzano na stanowiska kościelne, niektórych więziono. Przestały istnieć zrzeszenia religijne oraz szkoły katolickie, wyrugowano naukę religii ze szkół państwowych. Sytuacja na lepsze zmieniła się dopiero w latach 70., a ustabilizowała pod koniec lat 80. XX w.
Rozwój duszpasterstwa katolickiego był zauważalny jeszcze w okresie 1945–1948, kiedy nowa władza nie ugruntowała jeszcze dobitnie swej linii politycznej. W rozwijającej się przestrzennie i ludnościowo Bydgoszczy erygowano wtedy nowe parafie i prowadzono w nich ożywioną działalność duszpasterską. Tylko w 1946 roku utworzono kolejnych 6 parafii, których bazą stały się m.in. cztery dawne świątynie ewangelicko-unijne. Z pozostałych dwu kościołów poewangelickich, jeden przekazano jezuitom, zaś drugi parafii ewangelicko-augsburskiej, która skupiła ok. 1,4 tys. polskich ewangelików.
Nowe parafie erygowane w Bydgoszczy w 1946 r.:
| Nr | Parafia                                     | Świątynia                                                | Uwagi                                                            |
| 1. | parafia św. Piotra i Pawła                  | Kościół Świętych Apostołów Piotra i Pawła w Bydgoszczy   | w 1945 r. przejęto kościół poewangelicki przy ul. Gdańskiej      |
| 2. | Parafia św. Wojciecha                       | Kościół św. Wojciecha w Bydgoszczy                       | w 1945 r. przejęto kościół poewangelicki na Okolu                |
| 3. | Parafia św. Józefa Rzemieślnika             | Kościół św. Józefa Rzemieślnika w Bydgoszczy             | w 1945 r. przejęto kościół poewangelicki na Wyżynach             |
| 4. | Parafia Miłosierdzia Bożego                 | Kościół Miłosierdzia Bożego w Bydgoszczy                 | w 1945 r. przejęto kościół poewangelicki na Wilczaku             |
| 5. | Parafia Ducha Świętego                      | Kościół rektorski Ducha Świętego w Bydgoszczy            | podniesiono do rangi świątyni parafialnej kaplicę Duchaczy       |
| 6. | Parafia św. Stanisława Biskupa i Męczennika | Kościół św. Stanisława Biskupa i Męczennika w Bydgoszczy | podniesiono do rangi świątyni parafialnej kościół na Siernieczku |

W 1946 w Bydgoszczy działało 12 parafii, które dysponowały 11 kościołami i zrzeszały ponad 142 tys. wiernych, tj. około 96% ogółu mieszkańców. Najtrudniejsze lata dla kościoła przypadły w 5. i 6. dekadzie XX wieku. Mimo tego w 1958 r., dzięki determinacji mieszkańców osiedla Jachcice i sprzyjającym okolicznościom (m.in. odwilży politycznej po październiku 1956 r.) udało się uzyskać zgodę władz państwowych na erygowanie nowej parafii pw. Niepokalanego Poczęcia Najświętszej Marii Panny i budowę kaplicy na Jachcicach. W 1952 r. podzielono również bydgoski dekanat miejski na dwie części, z których każdy obejmował po 6 parafii.
W latach 60. XX w. z uwagi na nieprzychylną postawę władz państwowych nie nastąpił rozwój administracyjny kościoła katolickiego w Bydgoszczy, z wyjątkiem erygowania dwóch parafii, których świątyniami zostały kościoły poewangelickie:
- parafii pw. św. Andrzeja Boboli, prowadzonej przez ojców jezuitów (1967 r.), oraz
- parafii Matki Bożej Królowej Polski w Łęgnowie[23] (1968 r.).

W tym czasie miały natomiast miejsce istotne wydarzenia religijne. Najważniejszym z nich były uroczystości Tysiąclecia Chrztu Polski odbyte 29 maja 1966 r. na terenie parafii Matki Boskiej Nieustającej Pomocy. Wśród trzydziestotysięcznego tłumu wiernych, prymas ks. kard. Stefan Wyszyński, przy udziale ks. kard. Karola Wojtyły, dokonał koronacji obrazu „Matki Boskiej z Różą”.
Na przełomie lat 60. i 70. władze duchowne przystąpiły do organizacji nowych ośrodków duszpasterskich, które miały zaspokoić potrzeby duchowe mieszkańców nowych, budujących się osiedli domów wielorodzinnych na Błoniu, Wyżynach, Bartodziejach, Szwederowie, Osiedlu Leśnym, Miedzyniu i Osowej Górze.
Władze państwowe nie zgadzały się na erygowanie nowych parafii i budowę świątyń, wobec czego powstawały jednostki zwane duszpasterstwami, zabezpieczające jednak zwykle pełnię posług parafialnych. Na kaplice publiczne adaptowano istniejące kostnice cmentarne, kaplice zakonne, a nawet mieszkania prywatne.
W 1973 r. w obręb Bydgoszczy włączono dawne nadwiślańskie miasteczko Fordon wraz z parafią św. Mikołaja. Odtąd obszar administracyjny miasta należał do dwóch diecezji: gnieźnieńskiej oraz chełmińskiej (Fordon). W 1978 r. dołączono obszary Łęgnowa wraz z kościołem parafialnym Matki Bożej Królowej Polski.
W II połowie lat 70. zaznaczyło się pewne złagodzenie polityki wyznaniowej państwa, których owocem była zgoda władz na budowę nowego kościoła św. polskich Braci Męczenników na Wyżynach. Zgodę po wielu staraniach uzyskał osobiście prymas Stefan Wyszyński. Kościół ten budowano od 1976 r. społecznie przez samych mieszkańców.
W latach 1976–1981 z dotychczasowych ośrodków duszpasterskich wyłoniło się 10 nowych parafii. Dokonano również podziału dekanatów, wśród których wyodrębniono cztery obejmujące parafie bydgoskie (1970).
Parafie wyłonione z ośrodków duszpasterskich z lat 70.:
| Nr  | Parafia                                         | Ośrodek Duszpasterski (data powstania)                                                                      | Data erekcji parafii | Świątynia                                                    | Lata budowy kościoła (data konsekracji) |
| 1.  | parafia Świętych Polskich Braci Męczenników     | dla Wyżyn i Kapuścisk (1970)                                                                                | 15 sierpnia 1976     | Kościół Świętych Polskich Braci Męczenników w Bydgoszczy     | 1976–1982 (23 listopada 1986)           |
| 2.  | parafia Chrystusa Króla                         | dla Błonia (1968) przy kaplicy cmentarnej przy ul. Lotników                                                 | 2 lutego 1978        | Kościół Chrystusa Króla w Bydgoszczy                         | 1983–1986 (1 grudnia 1988)              |
| 3.  | parafia Najświętszej Marii Panny Matki Kościoła | dla Górzyskowa (1971) przy kaplicy cmentarnej przy ul. Kossaka                                              | 12 września 1979     | Kościół Najświętszej Marii Panny Matki Kościoła w Bydgoszczy | 1981–1983 (15 maja 1991)                |
| 4.  | parafia Świętego Krzyża                         | dla Śródmieścia (1970) przy kaplicy na cmentarzu nowofarnym                                                 | 1 grudnia 1979       | Kościół Świętego Krzyża w Bydgoszczy                         | 1982–1990 (16 grudnia 1990)             |
| 5.  | parafia Matki Bożej Zwycięskiej                 | dla Bartodziei (1968) w domu przy ul. Fordońskiej 4, od 30 października 1977 r. pw. Matki Bożej Zwycięskiej | 8 grudnia 1979       | Kościół Matki Bożej Zwycięskiej w Bydgoszczy                 | 1980–1990                               |
| 6.  | parafia Matki Bożej z Góry Karmel               | dla Miedzynia (1971) przy kaplicy sióstr Karmelitanek Bosych                                                | 25 kwietnia 1980     | Kościół Matki Bożej z Góry Karmel w Bydgoszczy               | 1986–1990 (22 czerwca 1991)             |
| 7.  | parafia Zmartwychwstania Pańskiego              | dla Osiedla Leśnego (1970) przy kaplicy cmentarnej prowadzony przez misjonarzy                              | 17 listopada 1980    | Kościół Zmartwychwstania Pańskiego w Bydgoszczy              | 1982–1984 (24 marca 1985)               |
| 8.  | parafia Matki Boskiej Ostrobramskiej            | dla Bartodziei (1968), od 30 listopada 1977 r. pw. Matki Bożej Ostrobramskiej                               | 1 grudnia 1980       | Kościół Matki Boskiej Ostrobramskiej w Bydgoszczy            | 1979                                    |
| 9.  | parafia Matki Bożej Częstochowskiej             | dla Bartodziei (1968) przy kaplicy Sióstr Miłosierdzia, od 1969 r. przy domu mieszkalnym ul. Fordońska 4    | 1 grudnia 1980       | Kościół Matki Bożej Częstochowskiej w Bydgoszczy             | 1994–1998 (2005)                        |
| 10. | parafia św. Maksymiliana Kolbe                  | dla Osowej Góry 1970                                                                                        | 1 lipca 1981         | Kościół św. Maksymiliana Kolbego w Bydgoszczy                | 1982–1991 (26 maja 1991)                |

Nowy, korzystniejszy dla kościoła okres przypadł po 1981 r. Władze nie sprzeciwiały się erygowaniu nowych parafii, budowano nowe świątynie. W celu wspierania wspólnych dla całego miasta inicjatyw duszpasterskich prymas Polski kard. Józef Glemp powołał w 1982 roku wikariusza biskupiego dla miasta Bydgoszczy, którym został ks. bp Jan Nowak (godność tę pełnił do 1996 roku). W czasie 14 lat swojej działalności „biskup miasta Bydgoszczy” przyczynił się do rozwoju szeregu inicjatyw:
- utworzenia Prymasowskiego Instytutu Kultury Chrześcijańskiej (1982), od 1988 r. o uprawnieniach szkoły wyższej,
- rozwoju duszpasterstw specjalistycznych w skali całego miasta: akademickiego, oazowego, zakonnego, chorych, niepełnosprawnych itd.
- rozwoju kultu Matki Bożej Pięknej Miłości – „Madonny Bydgoskiej”,
- ustanowienia stałej posługi spowiedniczej w kościele farnym,
- utworzenia miejskiego hospicjum im. ks. Jerzego Popiełuszki, poradni rodzinnych, katolickiego liceum ogólnokształcącego (1985),
- organizacja Tygodni Kultury Chrześcijańskiej oraz Bydgoskich Dni Społecznych.

W latach 80. nadal dostosowywano sieć parafii do potrzeb rozbudowującego się miasta, niwelując przy tym zaległości z poprzednich dekad wymuszone niechętnym stanowiskiem władz.
Parafie w Bydgoszczy ustanowione w latach 1981–1989 r. :
| Nr | Parafia                                  | Lokalizacja      | Data erekcji parafii | Świątynia                                             | Lata budowy kościoła (data konsekracji)      |
| 1. | parafia św. Jadwigi Królowej             | Wzgórze Wolności | 1 września 1981      | Kościół św. Jadwigi Królowej w Bydgoszczy             | 1985–1991 (2001)                             |
| 2. | parafia Matki Bożej Królowej Męczenników | Fordon           | 26 marca 1983        | Kościół Matki Bożej Królowej Męczenników w Bydgoszczy | 1987–1993 (7 października 1993)              |
| 3. | parafia Przemienienia Pańskiego          | Opławiec         | 1 lipca 1983         | Kościół Przemienienia Pańskiego w Bydgoszczy          | 1986–1990 (2000)                             |
| 4. | parafia św. Urszuli Ledóchowskiej        | Miedzyń          | 1 stycznia 1984      | Kościół św. Urszuli Ledóchowskiej w Bydgoszczy        | 1985–1990 (1992)                             |
| 5. | parafia Opatrzności Bożej                | Opławiec         | 1 stycznia 1984      | Kościół Opatrzności Bożej w Bydgoszczy                | 1992–2008 (4 stycznia 2009)                  |
| 6. | parafia Świętej Rodziny                  | Piaski           | 1 stycznia 1984      | Kościół Świętej Rodziny w Bydgoszczy                  | 1986–1989 (31 grudnia 1989)                  |
| 7. | parafia św. Mateusza Ewangelisty         | Fordon           | 21 września 1985     | Kościół św. Mateusza Ewangelisty w Bydgoszczy         | 1991–2002                                    |
| 8. | parafia Bożego Ciała                     | Szwederowo       | 1 lipca 1987         | Kościół Bożego Ciała w Bydgoszczy                     | 1989 (kaplica), kościół w budowie od 2003 r. |

W okresie 1945–1989 do Bydgoszczy sprowadzono również kilka zgromadzeń zakonnych, które pomagały w rozwoju nowych parafii, ewangelizacji mieszkańców i edukacji dzieci i młodzieży.
Zakony przybyłe do Bydgoszczy w okresie 1945-1989 r.:
| Nr | Zakon                             | Data przybycia | Uwagi |
| 1. | Zgromadzenie Maryi Niepokalanej   | 1945           | przy kościele farnym |
| 2. | Michalici                         | 1948           | dom zakonny przy ul. Grunwaldzkiej 178 |
| 3. | Franciszkanki z Orlika            | 1960           | do 1990 r. przy kościele Niepokalanego Poczęcia Najświętszej Marii Panny na Jachcicach                                                          |
| 4. | Karmelitanki Bose                 | 1971           | do 1975 r. na Miedzyniu, po czym przeniosły się do Tryszczyna, zaś ich kaplica służyła parafii Matki Bożej z Góry Karmel                        |
| 5. | Urszulanki                        | 1978           | przy parafii Świętych Polskich Braci Męczenników                                                                                                |
| 6. | Pasterki                          | 1980           | do ok. 2000 r. przy parafii Matki Bożej Ostrobramskiej na Bartodziejach, prowadzą Dom dla Samotnych Matek w Żołędowie                           |
| 7. | Werbistki                         | 1983           | do ok. 2000 r. przy parafii Matki Bożej Królowej Męczenników w Fordonie, potem przy parafii Najświętszej Marii Panny z Góry Karmel na Miedzyniu |
| 8. | Nazaretanki                       | 1985           | przy parafii św. Jadwigi Królowej na Wzgórzu Wolności                                                                                           |
| 9. | Szensztacki Instytut Sióstr Maryi | 1985           | początkowo przy kościele farnym, od ok. 2000 r. prowadzą Sanktuarium Matki Bożej Trzykroć Przedziwnej w Bydgoszczy                              |

W okresie PRL-u kościół bydgoski mimo rozlicznych trudności zdołał umocnić swoją strukturę. U schyłku tego okresu działały cztery dekanaty, które obejmowały 35 parafii. W latach 1975–1990 zbudowano w mieście czternaście świątyń katolickich, z których połowa miała charakter monumentalny.
Na uwagę zasługuje również rozwój wyznań poza strukturami kościoła katolickiego. Oprócz istniejących po okresie międzywojennym kilku zborów ewangelickich oraz parafii: polskokatolickiej i prawosławnej, rozwinęły się kolejne:
- Kościół Chrześcijan Dnia Sobotniego (1945),
- Zbór Kościoła Ewangelicznych Chrześcijan w Bydgoszczy (1947),
- Zbór Kościoła Zielonoświątkowego „Betel” w Bydgoszczy (1978),
- Zbór Kościoła Chrześcijan Baptystów w Bydgoszczy (1960),
- Świadkowie Jehowy – wcześniej jako Badacze Pisma Świętego (przed 1914),
- Kościół Jezusa Chrystusa Świętych w Dniach Ostatnich,
- Kościół Boży w Chrystusie,
- Jednota Braci Polskich i inne

## Okres po 1989 roku
Po przełomie politycznym w 1989 r. kościół odzyskał swobodę w głoszeniu ewangelii, w rozwoju administracji kościelnej i edukacji. Lata 90. to czas budowy nowych świątyń, wykańczania i upiększania istniejących.
Po 1989 r. utworzono 6 nowych parafii: w Fordonie, na Wyżynach, Miedzyniu i Osowej Górze, które dokończyły dzieło dopasowania sieci parafii do rzeczywistych potrzeb duszpasterskich mieszkańców.
Parafie w Bydgoszczy ustanowione po 1989 r. :
| Nr | Parafia                                         | Lokalizacja | Data erekcji parafii | Świątynia                                                    | Lata budowy kościoła (data konsekracji) |
| 1. | parafia św. Marka Ewangelisty                   | Fordon      | 25 kwietnia 1990     | Kościół św. Marka Ewangelisty w Bydgoszczy                   | 1994–1998                               |
| 2. | parafia św. Jana Ewangelisty                    | Fordon      | 1 lipca 1990         | Kościół św. Jana Ewangelisty w Bydgoszczy                    | 1872-1876 (27 grudnia 2000)             |
| 3. | parafia św. Łukasza Ewangelisty                 | Fordon      | 18 października 1992 | Kościół św. Łukasza Ewangelisty w Bydgoszczy                 | budowa kościoła od 2000 r.              |
| 4. | parafia Matki Bożej Fatimskiej                  | Wyżyny      | 8 grudnia 1992       | Kościół Matki Bożej Fatimskiej w Bydgoszczy                  | 1998-2005                               |
| 5. | parafia bł. Michała Kozala Biskupa i Męczennika | Prądy       | 1 stycznia 1995      | Kościół bł. Michała Kozala Biskupa i Męczennika w Bydgoszczy | budowa kościoła od ok. 1998 r.          |
| 6. | parafia Wniebowstąpienia Pańskiego              | Osowa Góra  | 25 marca 1999        | Kościół Wniebowstąpienia Pańskiego w Bydgoszczy              | budowa kościoła od ok. 2000 r.          |

Po 1980 r. wiele nowych parafii powstało również w okolicy miasta. Gminy podmiejskie Bydgoszczy po 2000 r. szczególnie zwiększyły liczbę mieszkańców, co wymusiło odpowiednie działania na polu duszpasterskim.
Parafie w okolicy Bydgoszczy ustanowione po 1980 r. :
| Nr  | Parafia                                       | Lokalizacja                | Data erekcji parafii | Lata budowy kościoła (data konsekracji) | Uwagi  |
| 1.  | Parafia Chrystusa Dobrego Pasterza            | Białe Błota                | ok. 1980             | lata 80. XX w.                          | Strona |
| 2.  | Parafia św. Stanisława Kostki                 | Tur                        | 1 lipca 1984         |                                         |        |
| 3.  | Parafia św. Stanisława Kostki                 | Strzelce Górne             | 5 grudnia 1986       | lata 80. XX w.                          |        |
| 4.  | Parafia św. Alberta Chmielowskiego            | Kotomierz                  | 1 czerwca 1987       |                                         |        |
| 5.  | Parafia Przemienienia Pańskiego               | Władysławowo k. Bydgoszczy | 1 lipca 1987         |                                         |        |
| 6.  | Parafia św. Maksymiliana Kolbego              | Maksymilianowo             | 1 lipca 1992         | 1986-1989                               |        |
| 7.  | Parafia Matki Bożej Królowej Polski           | Włóki                      | 1 lipca 1992         | kościół barokowy                        |        |
| 8.  | Parafia bł. Michała Kozala                    | Solec Kujawski             | 10 kwietnia 1993     | 2000–2007                               | Strona |
| 9.  | Parafia św. Wojciecha                         | Kołaczkowo                 | 1 lipca 1995         |                                         |        |
| 10. | Parafia Zwiastowania Najświętszej Marii Panny | Łabiszyn                   | 1 lipca 1996         |                                         |        |
| 11. | Parafia św. Kazimierza Królewicza             | Kruszyn                    | 29 czerwca 2000      | 1908-1909                               | Strona |
| 12. | Parafia św. Ojca Pio                          | Zamość                     | 29 lutego 2004       | 2004–2006                               |        |
| 13. | Parafia Matki Bożej Wspomożenia Wiernych      | Niemcz                     | 15 maja 2004         | kościół w budowie                       |        |
| 14. | Parafia św. Rafała Kalinowskiego              | Murowaniec                 | 1 listopada 2007     | kaplica od 2008 r., kościół w budowie   | Strona |
| 15. | Parafia Nawrócenia Św. Pawła                  | Solec Kujawski             | 7 października 2008  | budowa kaplicy od 2008 r.               |        |

W latach 90. XX wieku w mieście swoje domy zakonne otworzyło kilka zgromadzeń:
Zakony przybyłe do Bydgoszczy po 1989 r.:
| Nr | Zakon      | Data przybycia | Uwagi                                                                       |
| 1. | Salezjanie | 1990           | prowadzą Collegium Salesianum oraz parafię św. Marka Ewangelisty w Fordonie |
| 2. | Kapucyni   | 1993           | przy kościele klarysek                                                      |
| 3. | Albertynki | 1993           | przy kościele św. Antoniego na Czyżkówku                                    |

W 1992 r. po wielkiej reformie administracyjnej kościoła katolickiego, przeprowadzonej przez papieża Jana Pawła II, cały obszar terytorialny Bydgoszczy włączono do archidiecezji gnieźnieńskiej. 38 parafii bydgoskich przyporządkowano wówczas do pięciu miejskich dekanatów.

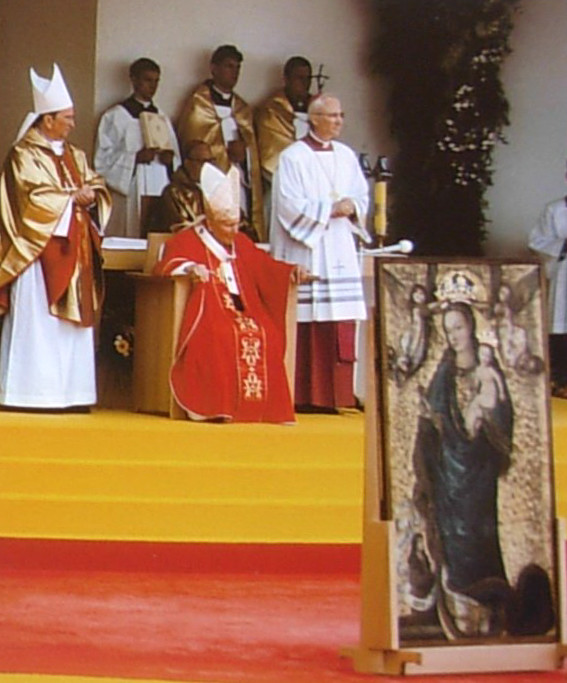
Koronacja obrazu Matki Bożej Pięknej Miłości podczas wizyty Jana Pawła II w Bydgoszczy

Okres 1992-2004 to czas nadawania coraz wyższych tytułów bydgoskim kościołom:
- 1993 – arcbp Henryk Muszyński wyniósł farę do godności kolegiaty,
- 1997 – papież Jan Paweł II nadał kościołowi św. Wincentego a Paulo godność Rzymskiej Bazyliki Mniejszej,
- 1999 – podczas wizyty papieża Jana Pawła II w Bydgoszczy kościół farny został wyniesiony do godności konkatedry archidiecezji gnieźnieńskiej,
- 2002 – na uroczystość obchodów 500-lecia fary, papież Jan Paweł II wystosował specjalny list do bydgoszczan, a rok później poświęcono Drzwi Jubileuszowe, które wykonał bydgoski rzeźbiarz Michał Kubiak.

Największym wydarzeniem religijnym okresu po 1989 r. była wizyta w Bydgoszczy 7 czerwca 1999 r. papieża Jana Pawła II. W mszy na bydgoskim lotnisku uczestniczyło 500 tys. wiernych. Papież ukoronował koronami papieskimi obraz Matki Bożej Pięknej Miłości. W papieskiej pielgrzymce Bydgoszcz otrzymała miano Stacji Nowych Męczenników. W homilii papież nawiązał do martyrologii Bydgoszczy, którą symbolizuje bydgoska „Krwawa Niedziela”, rozstrzeliwania na Starym Rynku, Dolina Śmierci oraz do symboliki, którą reprezentuje wezwanie kościoła Świętych Polskich Braci Męczenników, skąd w ostatnią drogę wyruszył w 1984 r. ks. Jerzy Popiełuszko. Papież wezwał do upamiętnienia męczenników, którzy oddali życie za wiarę.
W odpowiedzi na ten apel papieski, w Bydgoszczy powstały dwa sanktuaria nawiązujące do martyrologii Polaków.
- Sanktuarium Nowych Męczenników (2000)
- Sanktuarium Kalwaria Bydgoska – Golgota XX wieku (2008)

W roku jubileuszowym 2000 powstało również sanktuarium szensztackie Matki Bożej Trzykroć Przedziwnej położone w ciekawym krajobrazowo obszarze na osiedlu Piaski.
Ukoronowaniem dziejów kościoła bydgoskiego jest dekret papieża Jana Pawła II z 25 marca 2004 o powstaniu diecezji bydgoskiej. Katedrą został ustanowiony najstarszy zachowany kościół w mieście i zarazem prastare sanktuarium maryjne. Do diecezji włączono miasto Bydgoszcz, jego okolice oraz część regionów historycznych: Krajny i Pałuk.
Rozwój administracji kościoła katolickiego w Bydgoszczy w XX wieku (nie uwzględniono parafii garnizonowej):
| Rok  | Parafie | Dekanaty |
| 1918 | 1       | 1        |
| 1924 | 5       | 1        |
| 1933 | 6       | 1        |
| 1946 | 12      | 1        |
| 1958 | 13      | 2        |
| 1973 | 15      | 4        |
| 1982 | 27      | 4        |
| 1992 | 38      | 5        |
| 2004 | 40      | 6        |

W latach 90. XX wieku Świadkowie Jehowy rozpoczęli budowę Sal Królestwa. Dla potrzeb 14 zborów (Błonie, Fordon, Leśne (w tym grupa języka angielskiego) Mariampol, Miedzyń, Migowy, Nowy Fordon, Północ, Prądy, Rosyjski, Śródmieście, Szwederowo, Ukraiński, Wyżyny) funkcjonuje ich 4 (ul. Dworcowa 81A, ul. Jana Brzechwy 4, ul. Kubusia Puchatka 2A, ul. Planty 28).